# 大川淳
大川 淳（おおかわ あつし）は、日本の医師、医学者。東京医科歯科大学大学院医歯学総合研究科教授、東京医科歯科大学筆頭副理事。

## 経歴
- 1982 年 東京医科歯科大学医学部卒業
- 1984 年 九段坂病院 整形外科
- 1998 年 諏訪中央病院 整形外科
- 2001 年 東京医科歯科大学整形外科 講師
- 2009 年 東京医科歯科大学整形外科 助教授
- 2011 年 東京医科歯科大学整形外科 教授
- 2016 年	東京医科歯科大学医師会会長
- 2016 年	東京医科歯科大学 筆頭副理事。

## 経歴（学外）
- 日本整形外科学会 副理事長
- 日本脊椎脊髄病学会 理事
- 文部科学省 大学設置分科会 設置計画履行状況等調査委員会 委員[1]